# Belgique au Concours Eurovision de la chanson 1987
La Belgique a participé au Concours Eurovision de la chanson 1987 le 9 mai à Bruxelles, en Belgique. C'est la 32e participation belge au Concours Eurovision de la chanson.
Le pays est représenté par la chanteuse Liliane Saint-Pierre et la chanson Soldiers of Love, sélectionnées par la Belgische Radio- en Televisieomroep (BRT) au moyen de l'émission Eurosong.

## Sélection

### Eurosong 1987
Le radiodiffuseur belge pour les émissions néerlandophones, la Belgische Radio- en Televisieomroep (BRT, prédécesseur de la VRT), organise la 6e édition de la finale nationale Eurosong pour sélectionner l'artiste et la chanson représentant la Belgique au Concours Eurovision de la chanson 1987.
L'Eurosong 1987, présenté par Luc Appermont, est composé de trois demi-finales et une finale nationale et a lieu le 14 mars 1987 au Théâtre américain à Bruxelles. Les chansons y sont toutes interprétées en néerlandais, l'une des trois langues officielles de la Belgique. Onze artistes et leurs chansons respectives ont participé à la sélection.
Lors de cette sélection, c'est la chanson Soldiers of Love interprétée par Liliane Saint-Pierre qui fut choisie, accompagnée de Freddy Sunder comme chef d'orchestre.

#### Finale
| Ordre | Artiste              | Chanson                 | Traduction             | Points | Place |
| ----- | -------------------- | ----------------------- | ---------------------- | ------ | ----- |
| 1     | John Terra           | Champagne voor iedereen | Champagne pour tous    | 43     | 3     |
| 2     | Dan O'Neil           | Oh, mon amour           | –                      | 19     | 9     |
| 3     | Vincent Goeminne     | De wereld als ik droom  | Le monde quand je rêve | 0      | 11    |
| 4     | Margriet Hermans     | In slow-motion          | Au ralenti             | 25     | 7     |
| 5     | Daan van den Durpel  | Gigolo                  | –                      | 37     | 5     |
| 6     | Bart Kaëll           | Carrousel               | –                      | 58     | 2     |
| 7     | Angie Dylan          | Zeventien               | Dix-sept               | 40     | 4     |
| 8     | Sonia Pelgrims (nl)  | Casanova                | –                      | 24     | 8     |
| 9     | Curt Lawrence        | De dans der macht       | La danse du pouvoir    | 9      | 10    |
| 10    | Sofie (nl)           | Door jou                | À cause de toi         | 30     | 6     |
| 11    | Liliane Saint-Pierre | Soldiers of Love        | Soldats de l'amour     | 63     | 1     |

## À l'Eurovision

### Points attribués par la Belgique
| 12 points | Irlande     |
| 10 points | Allemagne   |
| 8 points  | Yougoslavie |
| 7 points  | Norvège     |
| 6 points  | Israël      |
| 5 points  | Italie      |
| 4 points  | Islande     |
| 3 points  | Royaume-Uni |
| 2 points  | Grèce       |
| 1 point   | Suède       |

### Points attribués à la Belgique
| 12 points                       | 10 points                           | 8 points              | 7 points  | 6 points |
| ------------------------------- | ----------------------------------- | --------------------- | --------- | -------- |
|                                 |                                     | - Royaume-Uni         | - Espagne | - Italie |
| 5 points                        | 4 points                            | 3 points              | 2 points  | 1 point  |
| - Chypre - Luxembourg - Norvège | - Allemagne - Turquie - Yougoslavie | - Autriche - Finlande | - Israël  |          |

Liliane Saint-Pierre interprète Soldiers of Love en 5e position lors de la soirée du concours, suivant l'Islande et précédant la Suède.
Au terme du vote final, la Belgique termine 11e sur les 22 pays participants, ayant reçu 56 points au total de la part de douze pays différents,.